# Yves Serra
 (octobre 2016).
Pour les articles homonymes, voir Serra.
Yves Marc Serra, né le 16 juillet 1937 à Bourgneuf-Val-d'Or (Saône-et-Loire) et décédé le 24 mars 2004 à Perpignan (Pyrénées-Orientales), est un professeur et juriste français, premier président de l'université de Perpignan de 1975 à 1980 et spécialiste de droit de la concurrence. 

## Biographie

### Formation
Non bachelier, Yves Serra obtient en 1957 une capacité en droit à la faculté de droit de Montpellier. Il obtient le titre de docteur en droit en 1968 et devient assistant et chargé de cours à la faculté de droit et des sciences économiques de Montpellier jusqu’en 1971.
Il est reçu major du premier concours d'agrégation de droit privé et sciences criminelles.
Il devient maître de conférences agrégé de droit privé (1972-74), professeur sans chaire (1974-76) puis professeur titulaire à l'université de Perpignan.[réf. nécessaire]

### Carrière universitaire
Yves Serra enseigne le droit privé à l'université de Perpignan entre 1971 et 2004. 
De 1974 à 1975, il est Doyen de la faculté pluridisciplinaire des sciences humaines et sociales, juridiques et économiques. Après avoir été élu président du Centre universitaire de Perpignan le 15 décembre 1975, Yves Serra devient le premier président de l'université de Perpignan lorsque celle-ci est instituée comme telle par le décret du 22 février 1979 et ce jusqu'au 19 décembre 1980. Il est nommé à la tête de l'université une nouvelle fois, comme administrateur provisoire, en 2002.
En 1980, Yves Serra fonde l'Institut d'études judiciaires de Perpignan qu'il dirige jusqu'en 1995.
En 1991, il crée le Centre de droit de la concurrence qu'il dirige jusqu'en 2003.  L'une des deux équipes du Centre de droit économique et du développement (CDED, EA n° 1943) est baptisée en son honneur Centre de droit de la concurrence Yves Serra (CDCYS).
Il est également à l'origine du DEA Concurrence et consommation des universités de Montpellier I et de Perpignan, devenu aujourd'hui le master Droit des affaires de l'université de Perpignan Via Domitia.
Yves Serra est promu à la classe exceptionnelle le 1er janvier 1993. Il est à plusieurs reprises membre du Conseil national des universités.
En 2006, un hommage lui est rendu avec la publication des Études sur le droit de la concurrence et quelques thèmes fondamentaux, Mélanges en l’honneur d’Yves Serra.

## Publications
Pendant toute sa carrière, Yves Serra publie de nombreux articles de doctrine sur la concurrence déloyale et les clauses de non-concurrence dans le Recueil Dalloz.

### Ouvrages
- Le Droit français de la concurrence, Dalloz, Collection Connaissance du droit, 1993.
- La Non-concurrence en matière commerciale, sociale et civile. Droit interne et communautaire, Dalloz Affaires, Collection droit usuel, 1991.
- L’Obligation de non-concurrence dans le droit des contrats, Sirey, Bibliothèque de droit commercial, Tome 23, 1970.